# تفسير الكلبي
تفسير الكلبي: هو كتاب في تفسير القرآن لمحمد بن السائب، أبو النضر الكلبي، جمع فيه مروياته عن ابن عباس، وهو مفقود، وله أيضا كتاب (تفسير الآي الذي نزل في أقوام بأعيانهم)
وأما تفسيره: ففي قبوله اتجاهان: الأول: يرفض قبول هذه الروايات، وذلك لأن الكلبي موصوف بالكذب، ومنهم وكيع وأحمد بن حنبل وغيرهم. والاتجاه الثاني: يتساهل في روايات الكلبي من باب جمع ما قيل من مرويات في التفسير، ومنهم الثعلبي في تفسيره، حيث روى التفسير بإسناده إلى الكلبي عن أبي صالح عن ابن عباس، وزاد أحد رواة التفسير عنه وهو صالح النهدي أربعة آلاف حديث من وضعه.

## تقييم تفسيره
اختلف علماء الإسلام في قبول تفسير محمد بن السائب الكلبي، ولهم في ذلك اتجاهان:
- الاتجاه الأول: يرفض قبول هذه الروايات، ولا يقبل منها شيئا، وذلك لأن الكلبي موصوف بالكذب، ومنهم وكيع وأحمد بن حنبل وغيرهم. قال إبراهيم الحربي: لما قرأ وكيع التفسير قال للناس: خذوه فليس فيه عن الكلبي ولا عن ورقاء شيء.[4] وسئل أحمد بن حنبل عن تفسير الكلبي فقال: كذب فقيل له: يحل النظر فيه؟ قال: لا.[6]

- الاتجاه الثاني: التساهل في روايات الكلبي من باب جمع ما قيل من مرويات في التفسير، ومن أبرز هؤلاء: الثعلبي في تفسيره الكشف والبيان، حيث روى التفسير بإسناده إلى الكلبي عن أبي صالح عن ابن عباس من أول القرآن إلى آخر سورة المجادلة، وزاد بعض رواة التفسير عنه وهو صالح النهدي أربعة آلاف حديث من وضعه.[5] وقد أفرد الفيروز آبادي كتابا في تفسير ابن عباس ذكر فيه رواياته بإسناده عن محمد بن مروان السدي عن محمد بن السائب الكلبي عن أبي صالح عن ابن عباس، وأسماه تنوير المقباس من تفسير ابن عباس، ورواية السدي عن الكلبي عن أبي صالح عن ابن عباس تسمى بسلسلة الكذب عند المتخصصين في الحديث في الإسلام؛ لأنها اتصلت بسند كلهم كذابون. بل إن نسبة التفسير إلى ابن عباس كثير جدا، وطرقه كثيرة جدا، وغالبه من رواية ضعفاء وكذابين أو مجاهيل، ومن ذلك رواية السدي عن الكلبي عن أبي صالح، وقد ورد عن الشافعي أنه قال: (لم يثبت عن ابن عباس في التفسير إلا شبيه بمائة حديث) وهذا يدل على أن الوضاعين كانوا يكثرون من وضع التفسير على ابن عباس، حتى وجدت روايات متناقضة عنه في التفسير، ولذلك يقول محمد السيد الذهبي (هذا التفسير المنسوب إلى ابن عباس لم يفقد شيئاً من قيمته العلمية في الغالب، وإنما الشيء الذي لا قيمة له فيه، هو نسبته إلى ابن عباس).[7][8][9] وقد كان سفيان الثوري يقول: اتقوا الكلبي، فقيل له: إنك تروي عنه! قال: أنا أعرَفُ بصدقه من كذبه.[10]